# 謝韋爾內島
謝韋爾內島（羅馬化：Severnyy ostrov，直译：「北島」）是俄羅斯北面的島嶼，為新地島之北島，由阿爾漢格爾斯克州負責管轄。該島位於尤日內島以北的巴倫支海，面積48,904平方公里，是全球最大的島嶼之一。
謝韋爾內島的北部於2009年劃為俄羅斯北極國家公園。
1961年，苏联在謝韋爾內島上引爆了迄今体积和威力最大的炸弹“沙皇炸弹”，造成了巨大的地面冲击。